# NGC 7520
NGC 7520 é uma galáxia espiral (Sa) localizada na direcção da constelação de Aquarius. Possui uma declinação de -23° 28' 08" e uma ascensão recta de 23 horas, 12 minutos e 53,1 segundos.
A galáxia NGC 7520 foi descoberta em 1877 por Ernst Wilhelm Leberecht Tempel.